# Złamanie zaklinowane
Złamanie zaklinowane (łac. fractura impacta) – złamanie kości, w którym odłamy kostne wbijają się w siebie, kość tak złamana wykazuje pozorną ciągłość, jest jedynie skrócona.
Złamanie z zaklinowaniem może dotyczyć każdej kości długiej, jednak najniebezpieczniejsze jest zaklinowane złamanie szyjki kości udowej, z uwagi na groźne powikłania w przypadku błędnego rozpoznania.
W obrazie rentgenowskim złamanie z zaklinowaniem może mieć niekiedy tylko postać smugi zagęszczonego utkania kostnego, co przysparza trudności diagnostycznych, dlatego zawsze jest konieczne wykonanie rentgenogramu w dwóch płaszczyznach.